# Länsväg 268
De Zweedse weg 268 (Zweeds: Länsväg 268) is een provinciale weg in de provincie Stockholms län in Zweden en is circa 22 kilometer lang.

## Plaatsen langs de weg
- Upplands Väsby
- Vallentuna
- Angarn
- Brottby

## Knooppunten
- E4 bij Upplands Väsby (begin)
- Länsväg 264 bij Vallentuna
- E18 bij Brottby (einde)